# Лоранд Тот
Лоранд Тот (угор. Tóth Loránd) — угорський кінознавець та дипломат. Надзвичайний і Повноважний Посол Угорщини в Україні (1995—1997).

## Життєпис
Закінчив Будапештський університет, факультет угорської мови та літератури. Закінчив Академію суспільних наук при ЦК КПРС у Москві. Кандидат історичних наук. Тема дисертації стосувалася історії кінематографа від зародження кіно до початку 1960-х років.
У 1974—1978 рр. — референт з питань кіно в апараті Компартії Угорщини.
У 1995—1997 рр. — Надзвичайний і Повноважний Посол Угорської Республіки в Києві.

## Сім'я
- Син — Томаш Тот (1966), угорський кінорежисер, закінчив ВДІК. Гран-Прі (1993) за картину «Діти чавунних Богів»[3].